# Anthony Giacchino
Anthony Giacchino (1969) è un regista, produttore televisivo e sceneggiatore statunitense, vincitore del Premio Oscar al miglior cortometraggio documentario.

## Biografia
Fratello minore del compositore e regista Premio Oscar Michael Giacchino, Anthony Giacchino è cresciuto a Edgewater Park, nel New Jersey. Ha origini italiane, in quanto i suoi antenati paterni provenivano dalla Sicilia, mentre quelli materni dall'Abruzzo. Ha frequentato la Holy Cross High School e si è laureato all'Università di Villanova. Ha iniziato a lavorare in Germania, a Dresda, dirigendo alcuni documentari. Successivamente, ha iniziato a lavorate per History Channel, lavorando al programma History vs. Hollywood. Nel 2007 ha diretto il lungometraggio documentario The Camden 28. L'anno successivo ha vinto il Premio Emmy grazie al documentario Great Moments from the Campaign Trail. Nel 2021 ha vinto il Premio Oscar al miglior cortometraggio documentario per Colette.

## Filmografia

### Regista

#### Cinema
- The Camden 28 (2007)
- The Giant's Dream: The Making of The Iron Giant (2016)

#### Televisione
- P.O.V. - serie TV, episodio 20x08 (2007)
- Beltway Unbuckled - film TV (2008)
- Great Moments from the Campaign Trail - documentario (2008)
- The Kennedy Assassination: 24 Hours After - film TV (2009)
- Star Trek: Secrets of the Universe - film TV (2013)
- Lee Harvey Oswald: 48 Hours to Live - film TV (2013)
- Roots: A History Revealed - documentario (2016)
- Licantropus - Behind the scenes (Director by Night) - speciale TV (2022)

#### Cortometraggi
- Mission: Impossible Ghost Protocol Special Feature - Soaring in Dubai (2011)
- Colette (2020)

### Produttore

#### Cinema
- The Camden 28, regia di Anthony Giacchino (2007)

#### Televisione
- History vs. Hollywood - programma TV, episodio 8x04 (2003)
- P.O.V. - serie TV, episodio 20x08 (2007)
- Beltway Unbuckled, regia di Anthony Giacchino - film TV (2008)
- Great Moments from the Campaign Trail - documentario (2008)
- The Kennedy Assassination: 24 Hours After, regia di Anthony Giacchino - film TV (2009)
- Star Trek: Secrets of the Universe, regia di Anthony Giacchino - film TV (2013)
- Lee Harvey Oswald: 48 Hours to Live, regia di Anthony Giacchino - film TV (2013)
- Roots: A History Revealed, regia di Anthony Giacchino - documentario (2016)
- Licantropus - Behind the scenes (Director by Night), regia di Anthony Giacchino - speciale TV (2022)

### Sceneggiatore

#### Televisione
- P.O.V. - serie TV, episodio 20x08 (2007)
- Beltway Unbuckled, regia di Anthony Giacchino - film TV (2008)
- Great Moments from the Campaign Trail - documentario (2008)
- Star Trek: Secrets of the Universe, regia di Anthony Giacchino - film TV (2013)
- Lee Harvey Oswald: 48 Hours to Live, regia di Anthony Giacchino - film TV (2013)
- Roots: A History Revealed, regia di Anthony Giacchino - documentario (2016)
- Licantropus - Behind the scenes (Director by Night), regia di Anthony Giacchino - speciale TV (2022)

#### Cortometraggi
- Colette, regia di Anthony Giacchino (2020)

### Montatore

#### Cinema
- The War and Peace of Tim O'Brien, regia di Aaron Matthews (2020)

#### Televisione
- P.O.V. - serie TV, episodio 20x08 (2007)
- Great Moments from the Campaign Trail - documentario (2008)

### Direttore della fotografia
- Licantropus - Behind the scenes (Director by Night), regia di Anthony Giacchino - speciale TV (2022)

## Riconoscimenti
- Premio Oscar
  - 2021 - Miglior cortometraggio documentario per Colette
- Premio Emmy
  - 2008 - Miglior corto non-fiction - categoria speciale per Great Moments from the Campaign Trail